# Złoty Niedźwiedź dla najlepszego filmu krótkometrażowego
Złoty Niedźwiedź dla najlepszego filmu krótkometrażowego (niem. Goldener Bär für den Besten Kurzfilm) – nagroda przyznawana na Międzynarodowym Festiwalu Filmowym w Berlinie dla najlepszego filmu w konkursie filmów krótkometrażowych.
Do znanych filmowców wyróżnionych tą nagrodą na przestrzeni lat należą m.in. Jan Švankmajer, Cristi Puiu, Ruben Östlund czy Park Chan-wook. Jak dotychczas wyróżnienie to trafiło do jednego polskiego reżysera – Piotr Karwas otrzymał je za swoją animację Maski (1999).

## Laureaci
| Rok       | Film                                                           | Reżyseria                              | Kraj pochodzenia           |
| --------- | -------------------------------------------------------------- | -------------------------------------- | -------------------------- |
| 1956-59   |                                                                |                                        |                            |
| 1956      | Paris la nuit                                                  | Jacques Baratier i Jean Valère         | Francja                    |
| 1957      | Gente lontana                                                  | Lionetto Fabbri                        | Włochy                     |
| 1958      | La lunga raccolta                                              | Lionetto Fabbri                        | Włochy                     |
| 1959      | Prijs de zee                                                   | Herman van der Horst                   | Holandia                   |
| 1960-69   |                                                                |                                        |                            |
| 1960      | Le songe des chevaux sauvages                                  | Denys Colomb de Daunant                | Francja                    |
| 1961      | Gesicht von der Stange?                                        | Raimund Ruehl                          | RFN                        |
| 1962      | De werkelijkheid van Karel Appel                               | Jan Vrijman                            | Holandia                   |
| 1963      | Bowspelement                                                   | Charles Huguenot van der Linden        | Holandia                   |
| 1964      | Kirdi                                                          | Max Lersch                             | Austria                    |
| 1965      | Yeats Country                                                  | Patrick Carey                          | Irlandia / Wielka Brytania |
| 1966      | Knud                                                           | Jørgen Roos                            | Dania                      |
| 1967      | Through the Eyes of a Painter                                  | M. F. Husain                           | Indie                      |
| 1968      | Portrait: Orson Welles                                         | François Reichenbach i Frédéric Rossif | Francja                    |
| 1969      | To See or Not to See                                           | Břetislav Pojar                        | Kanada                     |
| 1970-79   |                                                                |                                        |                            |
| 1970      | Nagrody nie przyznano.                                         | Nagrody nie przyznano.                 | Nagrody nie przyznano.     |
| 1971      | 1501 ½                                                         | Paul B. Price                          | Stany Zjednoczone          |
| 1972      | Flyaway                                                        | Robin Lehman                           | Wielka Brytania            |
| 1973      | Colter's Hell                                                  | Robin Lehman                           | Wielka Brytania            |
| 1974      | The Concert                                                    | Claude Chagrin                         | Wielka Brytania            |
| 1975      | See                                                            | Robin Lehman                           | Stany Zjednoczone          |
| 1976      | Horu - munakata shiko no sekai                                 | Takeo Yanagawa                         | Japonia                    |
| 1977      | Ortsfremd... wohnhaft vormals Mainzerlandstraße                | Hedda Rinneberg i Hans Sachs           | RFN                        |
| 1978      | Co zrobiliśmy kurom (Co jsme udelali slepicím)                 | Vladimír Jiránek i Josef Hekrdle       | Czechosłowacja             |
| 1979      | Ubu                                                            | Geoff Dunbar                           | Wielka Brytania            |
| 1980-89   |                                                                |                                        |                            |
| 1980      | Głowy (Hlavy)                                                  | Petr Sís                               | Czechosłowacja             |
| 1981      | History of the World in Three Minutes Flat                     | Michael Mills                          | Kanada                     |
| 1982      | Lalka, najlepszy przyjaciel człowieka (Loutka, přítel člověka) | Ivan Renč                              | Czechosłowacja             |
| 1983      | Wymiar dialogu (Možnosti dialogu)                              | Jan Švankmajer                         | Czechosłowacja             |
| 1984      | Cykelsymfonien                                                 | Åke Sandgren                           | Dania                      |
| 1985      | Nr. 1 - Aus Berichten der Wach- und Patrouillendienste         | Helke Sander                           | RFN                        |
| 1986      | Tom Goes to the Bar                                            | Dean Parisot                           | Stany Zjednoczone          |
| 1987      | Curriculum vitae                                               | Pavel Koutský                          | Czechosłowacja             |
| 1988      | Oblast                                                         | Zdravko Barišić                        | Jugosławia                 |
| 1989      | Pas à deux                                                     | Monique Renault i Gerrit van Dijk      | Holandia                   |
| 1990-99   |                                                                |                                        |                            |
| 1990      | Mistertao                                                      | Bruno Bozzetto                         | Włochy                     |
| 1991      | Six Point Nine                                                 | Dan Bootzin                            | Stany Zjednoczone          |
| 1992      | Nagrody nie przyznano.                                         | Nagrody nie przyznano.                 | Nagrody nie przyznano.     |
| 1993      | Bolero                                                         | Iwan Maksimow                          | Rosja                      |
| 1994      | Hamu                                                           | Ferenc Cakó                            | Węgry                      |
| 1995      | Powtórka (Repete)                                              | Michaela Pavlátová                     | Czechy                     |
| 1996      | Pribytije pojezda                                              | Andriej Żeliezniakow                   | Rosja                      |
| 1997      | Senaste Nytt                                                   | Per Carleson                           | Szwecja                    |
| 1998      | Ik beweeg, dus ik besta                                        | Gerrit van Dijk                        | Holandia                   |
| 1999      | Faraon / Maski                                                 | Siergiej Owczarow / Piotr Karwas       | Rosja / Polska             |
| 2000-2009 |                                                                |                                        |                            |
| 2000      | Hommage à Alfred Lepetit                                       | Jean Rousselot                         | Francja                    |
| 2001      | Czarna dusza (Âme noire - Black Soul)                          | Martine Chartrand                      | Kanada                     |
| 2002      | At Dawning                                                     | Martin Jones                           | Wielka Brytania            |
| 2003      | Skręt ((A)Torzija)                                             | Stefan Arsenijević                     | Słowenia                   |
| 2004      | Papierosy i kawa (Un cartus de kent si un pachet de cafea)     | Cristi Puiu                            | Rumunia                    |
| 2005      | Milk                                                           | Peter Mackie Burns                     | Wielka Brytania            |
| 2006      | Nie ma jak pierwszy raz (Aldrig som första gången!)            | Jonas Odell                            | Szwecja                    |
| 2007      | Kontakt (Raak)                                                 | Hanro Smitsman                         | Holandia                   |
| 2008      | O zi buna de plaja                                             | Bogdan Mustață                         | Rumunia                    |
| 2009      | Proszę, odezwij się (Please Say Something)                     | David O'Reilly                         | Irlandia                   |
| 2010-2019 |                                                                |                                        |                            |
| 2010      | Incydent w banku (Händelse vid bank)                           | Ruben Östlund                          | Szwecja                    |
| 2011      | Nocny połów (Paranmanjang)                                     | Park Chan-kyong i Park Chan-wook       | Korea Południowa           |
| 2012      | Rafa                                                           | João Salaviza                          | Portugalia                 |
| 2013      | Ucieczka (La fugue)                                            | Jean-Bernard Marlin                    | Francja                    |
| 2014      | Tant qu'il nous reste des fusils à pompe                       | Caroline Poggi i Jonathan Vinel        | Francja                    |
| 2015      | Hosanna (Ho-san-na)                                            | Na Young-kil                           | Korea Południowa           |
| 2016      | Ballada o żabie (Balada de um Batráquio)                       | Leonor Teles                           | Portugalia                 |
| 2017      | Cidade Pequena                                                 | Diogo Costa Amarante                   | Portugalia                 |
| 2018      | Mężczyźni za murem (The Men Behind the Wall)                   | Ines Moldavski                         | Izrael                     |
| 2019      | Umbra                                                          | Florian Fischer i Johannes Krell       | Niemcy                     |
| 2020-2029 |                                                                |                                        |                            |
| 2020      | T                                                              | Keisha Rae Witherspoon                 | Stany Zjednoczone          |
| 2021      | Mój wujek Tudor (Nanu Tudor)                                   | Olga Lucovnicova                       | Mołdawia                   |
| 2022      | Trap                                                           | Anastasia Veber                        | Rosja                      |
| 2023      | Gąsienice (Les chenilles)                                      | Michelle Keserwany i Noel Keserwany    | Francja                    |
| 2024      | Un movimiento extraño                                          | Francisco Lezama                       | Argentyna                  |
| 2025      | Lloyd Wong, Unfinished                                         | Lesley Loksi Chan                      | Kanada                     |